# Игошин, Николай Витальевич
Николай Витальевич Игошин (28 сентября 1923 Свердловск, РСФСР — 10 августа 2010, Россия) — советский и российский экономист, доктор экономических наук, профессор.

## Биография
Родился 28 сентября 1923 года в Свердловске.
22 июня 1941 года услышав по радио об объявлении о начале войны Николай записался добровольцем на фронт. Но поскольку ему ещё не было 18 лет его направили во 2-е Ленинградское авиатехническое училище. В конце лета 1942 года был отправлен на Волховский фронт во 2-й ударной армии принял участие в боях по прорыву блокады Ленинграда, за участие в Волховском и Ленинградском фронтах был награждён Орденом «Отечественной войны» I степени, медалями: «За отвагу» и «За оборону Ленинграда». Весной 1944 года под Нарвой получил тяжёлое ранние, вследствие чего был демобилизован из армии по инвалидности. В 1944 году поступил в Исовский горный техникум и окончив его с отличием поступил в Свердловский горный институт.
С 1952 года заведующий промышленно-транспортного отдела Ленинского РК КПСС города Свердловска, первый секретарь Алданского РК КПСС Якутской АССР, заведующий отделом промышленности и строительства обкома партии КПСС. В 1962 году Игошин поступил в аспирантуру Академии общественных наук при ЦК КПСС, в 1965 году защитил докторскую диссертацию на учёную степень кандидата экономических наук. В 1973 году поставлен в должность начальника отдела экономических обоснований Главгосэкспертизы Госстроя СССР.
В 1977 году защитил докторскую диссертацию на учёную степень доктора экономических наук. С того же года профессор кафедры экономики строительства и инвестиционного менеджмента в Московском институте управления (ныне Государственный университет управления). В 1999 году Н. В. Игошин был избран академиком Международной академии инвестиций и экономики строительства.

## Научная деятельность
Автор более 140 научных работ 15 монографии по экономике строительства действующих предприятий (реконструкция, расширение, техническое перевооружение предприятий тяжёлой промышленности), некоторые из его работ: «Повышение эффективности производства в отрасли» (1975), «Инвестиции. Организация управления и финансирования» (2002), «Экономика» (2004), получили признание и стали печатается в учебных пособиях для студентов.

## Награды
- Орден Отечественной войны I степени;
- Орден «Знак Почета» (дважды);
- Медаль «За оборону Ленинграда»;
- Медаль «За победу над Германией в Великой Отечественной войне 1941—1945 гг.»;
- Медаль «За отвагу».

## Основные работы
- Игошин Н. В. Инвестиции: организация, управление, финансирование. — 3-е издание переработанное и дополненное. — М.: Юнити, 2015. — 447 с. — ISBN 5-238-00769-8.
- Игошин Н. В. Инвестиции. — Отдельное издание. — Юнити, 2001. — 414 с. — ISBN 5-238-00073-1.
- Игошин Н. В. Инвестиции организация управление и финансирование. — Финансы, 1999. — 413 с. — ISBN 5-238-00073-1.
- Игошин Н. В. Экономика. — Юнити, 2004. — 607 с. — ISBN 5-238-00683-7.